# Межиречка (Коростенский район)
Межире́чка (укр. Межирічка) — село на Украине, основано в 1616 году, находится в Коростенской городской общине Житомирской области. Расположено на реке Уж.
Код КОАТУУ — 1822383401. Население по переписи 2001 года составляет 233 человека. Почтовый индекс — 11524. Телефонный код — 4142. Занимает площадь 1,708 км².

## Известные уроженцы
- Трипольский, Александр Владимирович ( 29 ноября (12 декабря) 1902 — 21 января 1949) — советский подводник, Герой Советского Союза, капитан 1-го ранга ВМФ СССР. Участник советско-финской войны 1939–1940 гг., Великой Отечественной войны 1941—1945 гг., Советско-японской войны 1945 года.

## Галерея

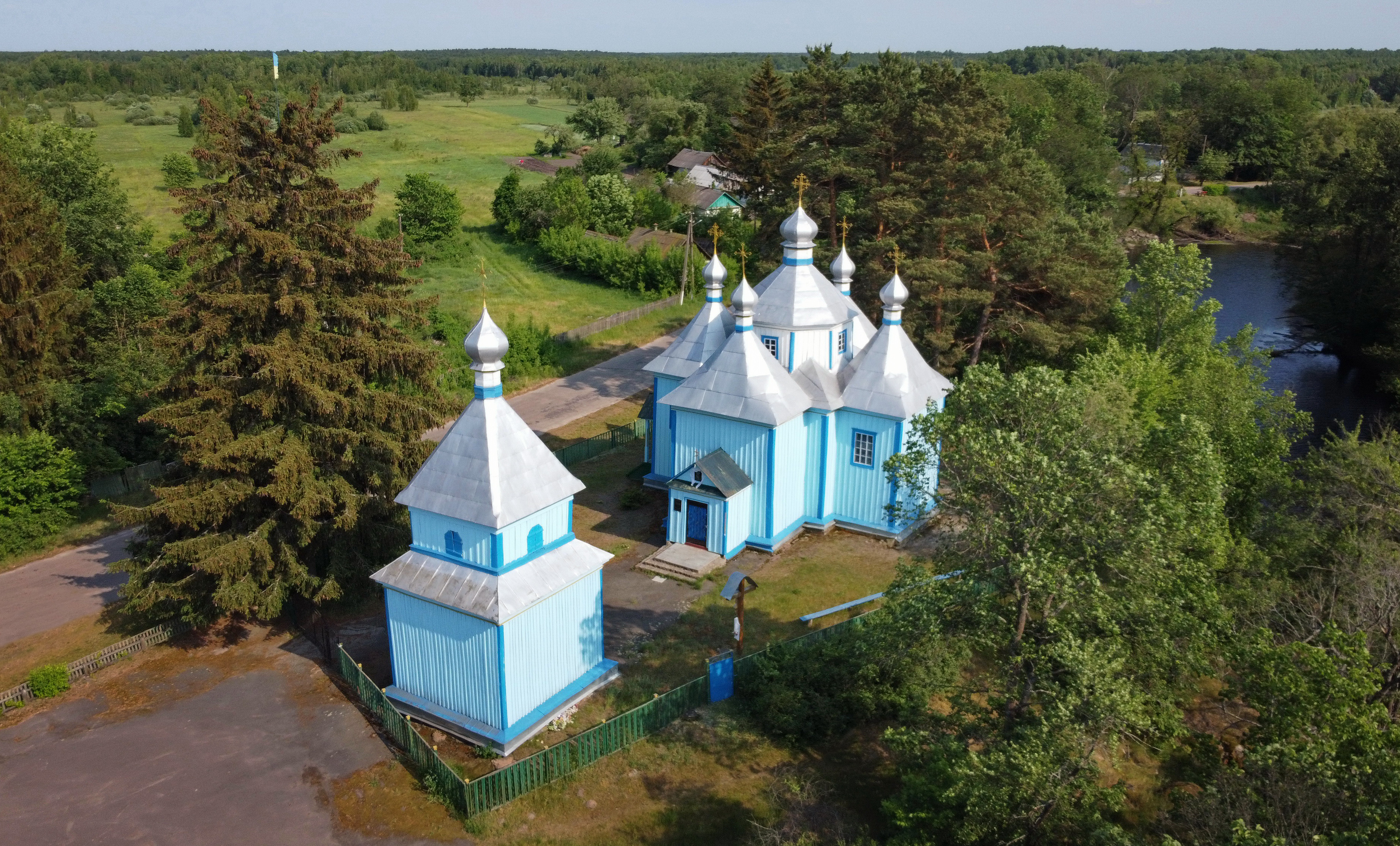
Николаевская церковь
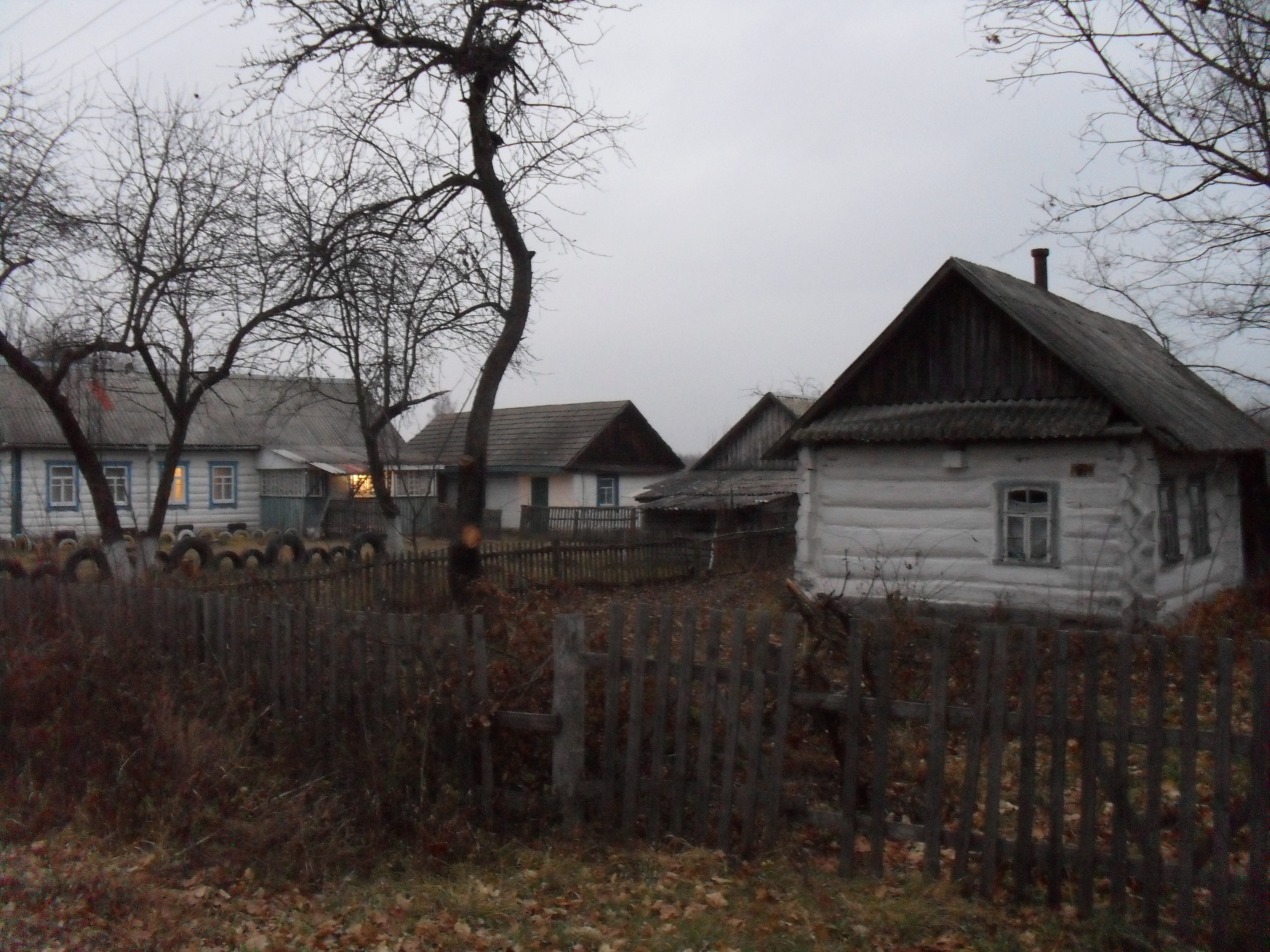
На улице
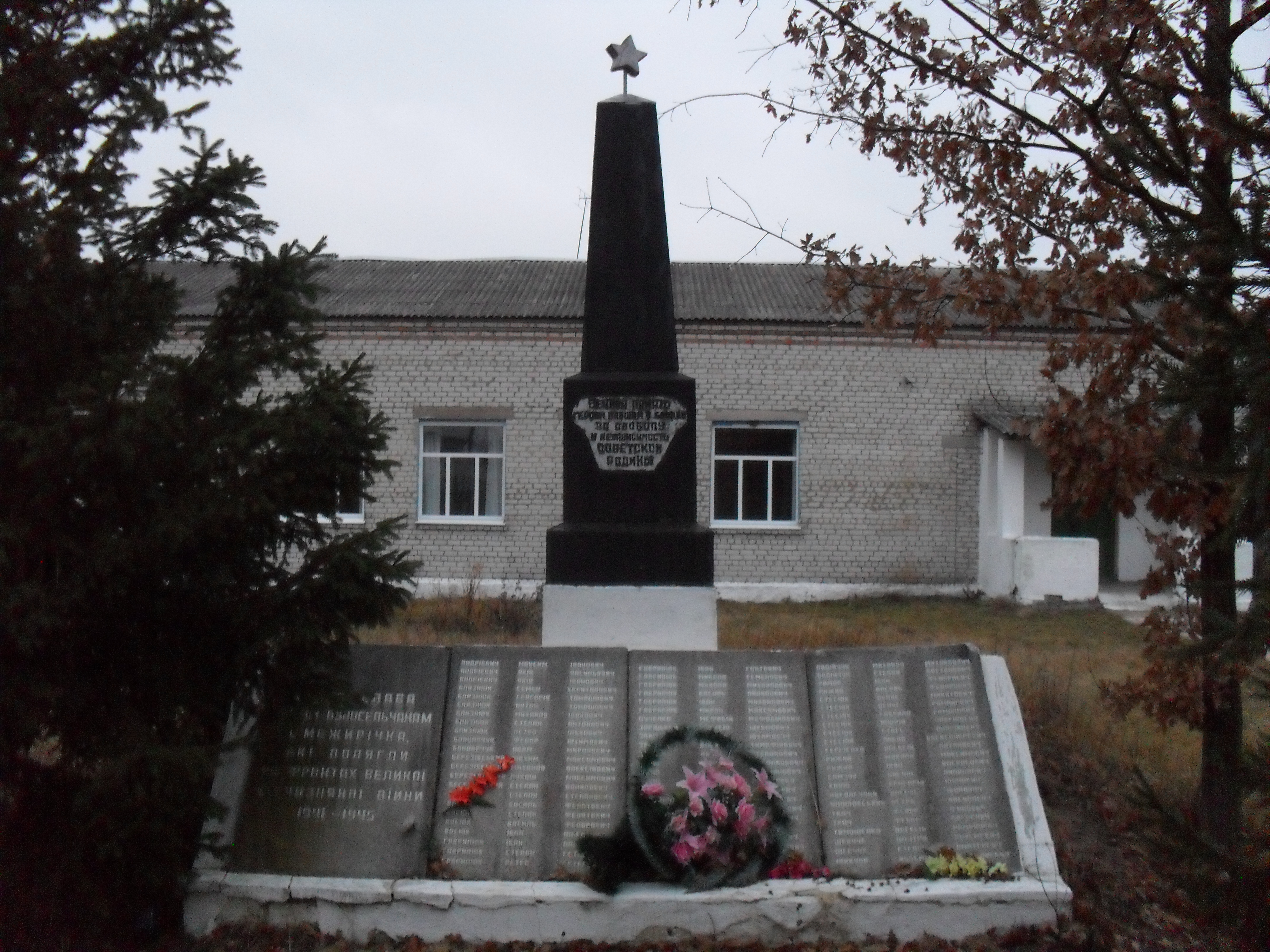
Памятник павшим в Великой Отечественной войне
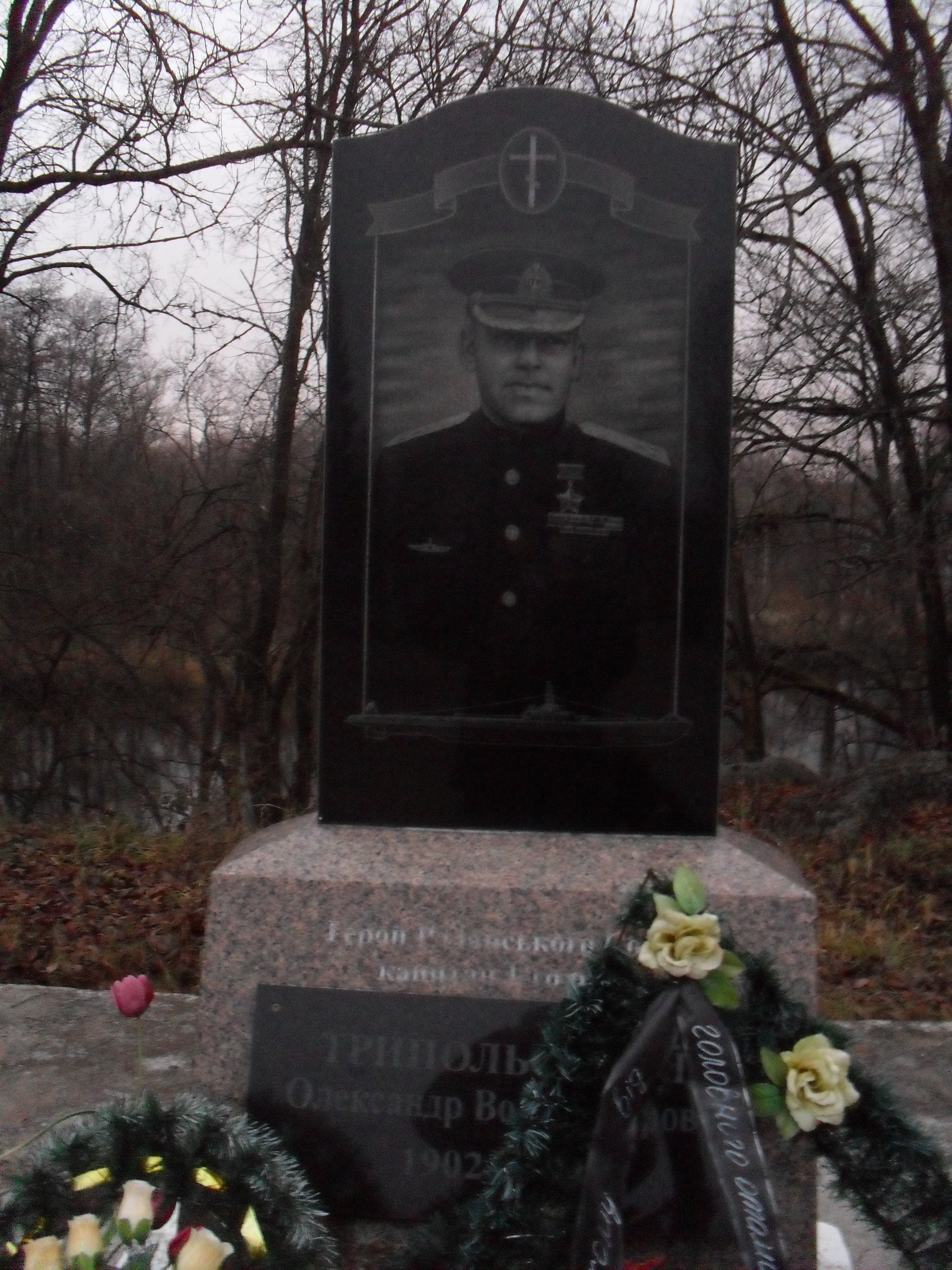
Памятник Герою Советского Союза А. В. Трипольскому